# Ozero Borovka
Ozero Borovka (ryska: Озеро Боровка) är en sjö i Belarus.   Den ligger i voblasten Vitsebsks voblast, i den nordöstra delen av landet, 180 km nordost om huvudstaden Minsk. Ozero Borovka ligger 143 meter över havet.
Omgivningarna runt Ozero Borovka är en mosaik av jordbruksmark och naturlig växtlighet. Runt Ozero Borovka är det glesbefolkat, med 16 invånare per kvadratkilometer.